# Raumkrümmung
Die Raumkrümmung ist eine mathematische Verallgemeinerung gekrümmter Flächen (zwei Dimensionen) auf den Raum (drei oder mehr Dimensionen).
Die ungekrümmte oder Euklidische Geometrie wird erweitert, um gekrümmte Mannigfaltigkeiten mittels Methoden der nicht-euklidischen Geometrie zu beschreiben.

## Zweidimensionales Beispiel
Die Oberfläche einer Kugel ist eine zweidimensionale Fläche, die gekrümmt im dreidimensionalen Raum liegt.
Obwohl man jeden Punkt der Kugeloberfläche durch seine Koordinaten im dreidimensionalen Raum angeben kann, ist es oft einfacher, eine zweidimensionale Beschreibung zu wählen. Auf der Erdoberfläche etwa werden Punkte durch Zuordnung einer geographischen Länge und Breite eindeutig bestimmt.

## Dreidimensionale Verallgemeinerung
Entsprechende Vorstellungen verbergen sich hinter der Raumkrümmung.
Allerdings sind unsere Sinne auf die Wahrnehmung maximal dreidimensionaler geometrischer Strukturen beschränkt.
Rein formal lässt sich eine entsprechende Krümmung eines dreidimensionalen „Obervolumens“ (Inhalt der dreidimensionalen Hyperfläche) einer 3-Sphäre (Kugel im vierdimensionalen Raum) formulieren. Dabei ist zu beachten, dass im Allgemeinen alle drei Raumdimensionen gleichermaßen gekrümmt sind, so wie bei der Oberfläche einer Kugel in beiden Flächendimensionen. Innerhalb des Raumes ist dies dadurch festzustellen, dass die Achsen des Koordinatensystems in größerer Entfernung nicht mehr rechtwinklig zueinander verlaufen, sondern z. B. in allen Richtungen beginnen, aufeinander zuzulaufen. Ein Kreis hat dann einen Umfang {\displaystyle U<2\pi r}.

## Innere und äußere Krümmung
Es wird unterschieden zwischen innerer und äußerer Krümmung:
- Die innere Krümmung lässt sich anhand der Geometrie im gekrümmten Raum selbst feststellen. Beispielsweise haben Dreiecke auf der Kugeloberfläche eine Innenwinkelsumme von mehr als 180°, im Gegensatz zu ebenen Dreiecken mit einer konstanten Winkelsumme von 180°. Die innere Krümmung kann positiv sein (wie auf einer Kugel) oder negativ (wie beim Kühlturm eines AKW, der ein Rotationshyperboloid darstellt). In einem negativ gekrümmten Raum ist die Innenwinkelsumme kleiner als 180°.

| innere Raumkrümmung   | Summe der Innenwinkel |
| --------------------- | --------------------- |
| positiv (sphärisch)   | > 180°                |
| 0 (flach, eben)       | = 180°                |
| negativ (hyperboloid) | < 180°                |

- Die äußere Krümmung kann nur festgestellt werden, indem die Lage des Raums im umgebenden, höherdimensionalen Raum, die so genannte Einbettung, betrachtet wird. Eine Fläche mit äußerer, aber ohne innere Krümmung erhält man z. B., indem man ein Blatt Papier aufrollt, wellt oder sonst wie verbiegt, ohne dass man es zerreißt oder dehnt. Auf solchen Flächen ändern sich die Gesetze der Geometrie nicht. So ändert sich beispielsweise die Innenwinkelsumme eines auf das Papier gemalten Dreiecks nicht, wenn man das Papier aufrollt.

Eindimensionale Räume (Linien) haben grundsätzlich keine innere Krümmung, sondern nur, sofern sie in einen höherdimensionalen Raum eingebettet sind, eine äußere Krümmung.

## Praktische Anwendung
Nach heutigem Verständnis wird der dreidimensionale Raum um uns herum und die Zeit durch die Relativitätstheorie Albert Einsteins beschrieben. Raum und Zeit werden zunächst in der speziellen Relativitätstheorie, die die Gravitation noch nicht enthält, zu einer vierdimensionalen Raumzeit zusammengefasst, die gemäß der Minkowski-Metrik einen nicht gekrümmten („flachen“) Raum bildet. Die allgemeine Relativitätstheorie dagegen geht von einer Krümmung der Raumzeit aus und kann allein dadurch die Gravitation und ihre Wirkungen beschreiben.
Die Theorie geht wegen des Prinzips der kleinsten Wirkung (Hamiltonsches Prinzip) davon aus, dass ein Körper, auf den keine weiteren Kräfte wirken, sich in der gekrümmten Raumzeit auf einer Geodätischen Linie bewegt. In einer nicht gekrümmten Raumzeit würde dies der Trägheitsbewegung eines freien Körpers entsprechen, d. h. geradlinig und mit konstanter Geschwindigkeit; aufgrund der Krümmung der Raumzeit erscheint diese Bewegung aber räumlich gekrümmt und beschleunigt. Nach den Einsteinschen Feldgleichungen wird die Krümmung der Raumzeit lokal durch die Verteilung aller Formen von Masse bzw. Energie verursacht, wobei die Stärke der Krümmung gerade so festgelegt wird, dass sich im Ergebnis bestmögliche Übereinstimmung mit dem Newtonschen Gravitationsgesetz ergibt. 
Die Krümmung der Raumzeit beschreibt hiernach ein Beschleunigungsfeld, das einerseits von der Verteilung und Bewegung von Energien bzw. Massen herrührt und andererseits deren Bewegungszustand beeinflusst. Damit stehen Raumzeit und Energie/Masse in direkter Wechselwirkung miteinander. Diese Wechselwirkung ist es, was als Gravitation wahrgenommen wird.
Massive Körper, aber auch Lichtstrahlen folgen immer dann den Geodäten der Raumzeit, wenn nicht zugleich andere Kräfte (z. B. durch Reibung, Brechung oder Reflexion) auf sie wirken. So konnte die Krümmung der Raumzeit erstmals durch die Ablenkung des Lichts durch eine große Masse nachgewiesen werden (s. Tests der allgemeinen Relativitätstheorie).
Im Allgemeinen wird davon ausgegangen, dass die Raumzeit nicht in einen höherdimensionalen Raum eingebettet ist. Somit hat die Raumzeit nur eine innere, aber keine äußere Krümmung.